# Douville-sur-Andelle
Pour les articles homonymes, voir Douville (homonymie) et Andelle (homonymie).
Douville-sur-Andelle est une commune française située dans le département de l'Eure en région Normandie.

## Géographie

### Localisation
| Pont-Saint-Pierre | Pont-Saint-Pierre     |          |
| Pont-Saint-Pierre | Douville-sur-Andelle  | Radepont |
| Flipou            | Amfreville-les-Champs |          |

### Hydrographie
La commune est située dans le bassin Seine-Normandie. Elle est drainée par l'Andelle et divers autres petits cours d'eau,.
L'Andelle, d'une longueur de 57 km, prend sa source dans la commune de Serqueux et se jette  dans la Seine à Pîtres, après avoir traversé 24 communes.

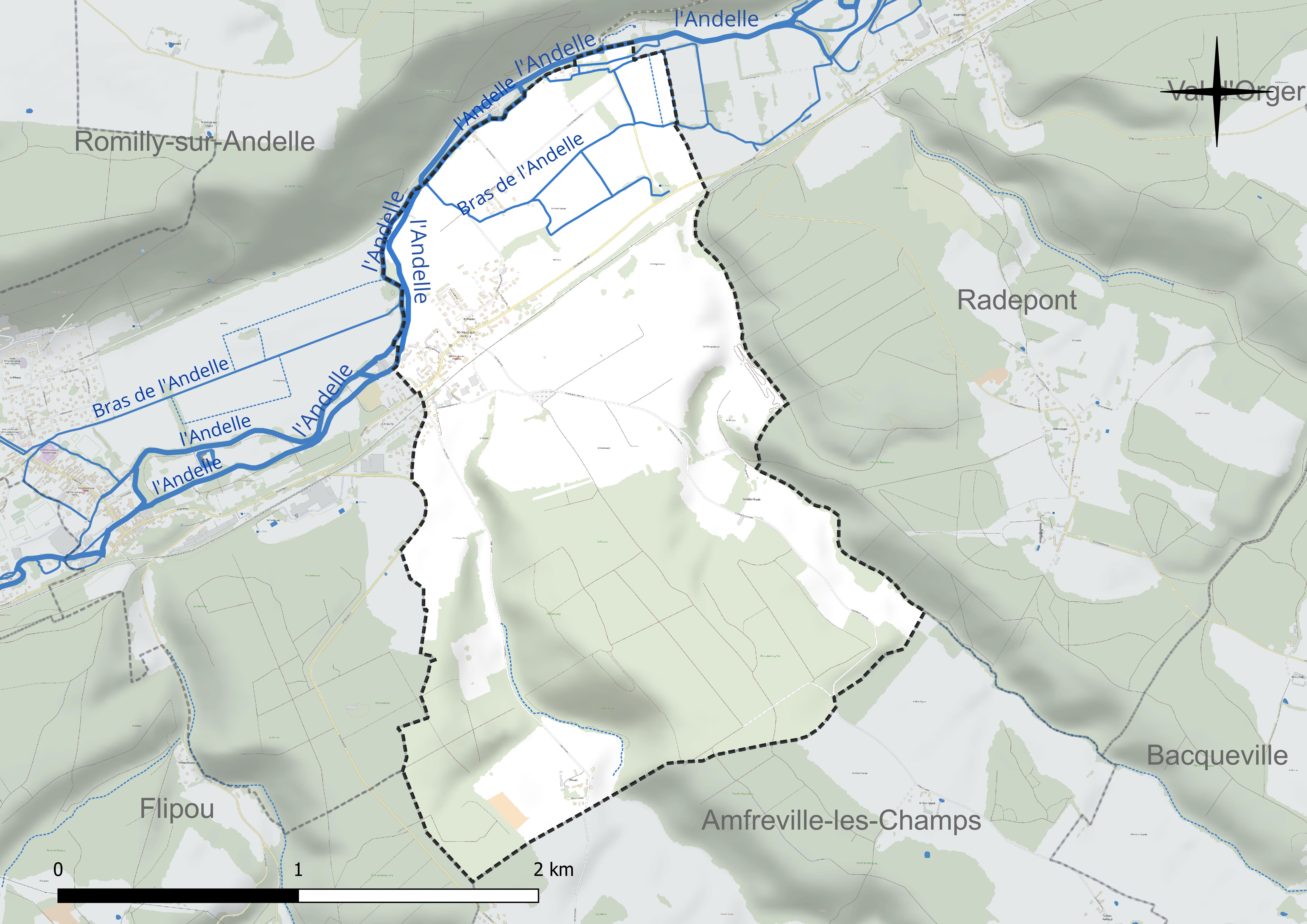
Réseau hydrographique de Douville-sur-Andelle.

### Climat
Pour des articles plus généraux, voir Climat de la Normandie et Climat de l'Eure.
En 2010, le climat de la commune est de type climat océanique dégradé des plaines du Centre et du Nord, selon une étude du CNRS s'appuyant sur une série de données couvrant la période 1971-2000. En 2020, Météo-France publie une typologie des climats de la France métropolitaine dans laquelle la commune est exposée à un climat océanique et est dans la région climatique  Côtes de la Manche orientale, caractérisée par un faible ensoleillement (1 550 h/an) ; forte humidité de l’air (plus de 20 h/jour avec humidité relative > 80 % en hiver), vents forts fréquents. Parallèlement le GIEC normand, un groupe régional d’experts sur le climat, différencie quant à lui, dans une étude de 2020, trois grands types de climats pour la région Normandie, nuancés à une échelle plus fine par les facteurs géographiques locaux. La commune est, selon ce zonage, exposée à un « climat des plateaux abrités », correspondant aux plaines agricoles de l’Eure, avec une pluviométrie beaucoup plus faible que dans la plaine de Caen en raison du double effet d’abri provoqué par les collines du Bocage normand et par celles qui s’étendent sur un axe du Pays d'Auge au Perche.
Pour la période 1971-2000, la température annuelle moyenne est de 10,7 °C, avec  une amplitude thermique annuelle de 13,9 °C. Le cumul annuel moyen de précipitations est de 763 mm, avec 12,2 jours de précipitations en janvier et 8 jours en juillet. Pour la période 1991-2020, la température moyenne annuelle observée sur la station météorologique la plus proche, située sur la commune de Boos à 9 km à vol d'oiseau, est de 10,9 °C et le cumul annuel moyen de précipitations est de 847,5 mm,. Pour l'avenir, les paramètres climatiques de la commune estimés pour 2050 selon différents scénarios d’émission de gaz à effet de serre sont consultables sur un site dédié publié par Météo-France en novembre 2022.

## Urbanisme

### Typologie
Au 1er janvier 2024, Douville-sur-Andelle est catégorisée commune rurale à habitat dispersé, selon la nouvelle grille communale de densité à 7 niveaux définie par l'Insee en 2022.
Elle appartient à l'unité urbaine de Romilly-sur-Andelle, une agglomération intra-départementale dont elle est une commune de la banlieue,. Par ailleurs la commune fait partie de l'aire d'attraction de Rouen, dont elle est une commune de la couronne,. Cette aire, qui regroupe 317 communes, est catégorisée dans les aires de 200 000 à moins de 700 000 habitants,.

### Occupation des sols
L'occupation des sols de la commune, telle qu'elle ressort de la base de données européenne d’occupation biophysique des sols Corine Land Cover (CLC), est marquée par l'importance des territoires agricoles (56,2 % en 2018), en diminution par rapport à 1990 (57,2 %). La répartition détaillée en 2018 est la suivante : 
forêts (39,6 %), prairies (33,1 %), terres arables (22,4 %), zones urbanisées (4,2 %), zones agricoles hétérogènes (0,7 %). L'évolution de l’occupation des sols de la commune et de ses infrastructures peut être observée sur les différentes représentations cartographiques du territoire : la carte de Cassini (XVIIIe siècle), la carte d'état-major (1820-1866) et les cartes ou photos aériennes de l'IGN pour la période actuelle (1950 à aujourd'hui).

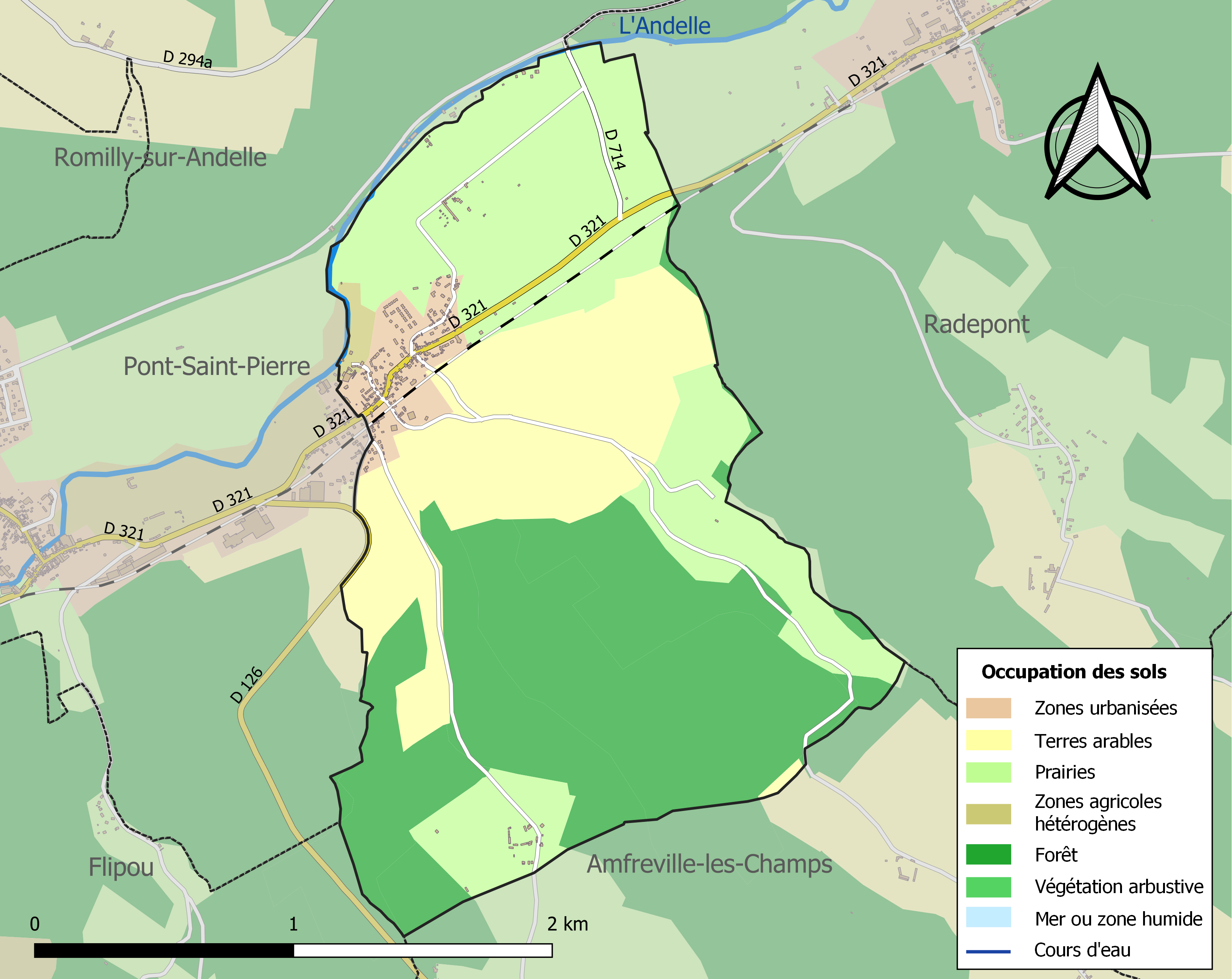
Carte des infrastructures et de l'occupation des sols de la commune en 2018 (CLC).

## Toponymie
Le nom de la localité est attesté sous les formes latinisées Dotvilla, Dovilla en 1028 - 1033 (Fauroux 66,67), Detvilla en 1096 (charte du duc Robert), Douville-sur-Andelle en 1828 (L. Dubois).
Il s'agit d'une formation médiévale en -ville au sens ancien de « domaine rural », terme précédé d'un anthroponyme comme c'est généralement le cas. Il s'agit du nom de personne Doto / Dodo, de type germanique basé sur la racine dod. On note que les noms issus du germanique continental étaient parfois portés par des personnages d'origine anglo-scandinave. En 1905, Douville prend le nom de Douville-sur-Andelle.
Homonymie avec Doville (Manche) et même anthroponyme dans Douxmesnil, ancien Doumesnil, commune réunie à Hacqueville.
L’Andelle est une rivière affluent de la rive droite du fleuve la Seine, dans les deux départements de l'Eure et de la Seine-Maritime.

## Histoire
Vers 930, Guillaume Longue-Épée donne ce village, transcrit Dotonis Villa en latin, aux chanoines de la cathédrale de Rouen. Au XIe siècle, une famille porte le nom de Douville.

## Politique et administration
| Période                                  | Période  | Identité                | Étiquette | Qualité |
| ---------------------------------------- | -------- | ----------------------- | --------- | ------- |
| 1790                                     | 1792     | Jacques Lesage          |           |         |
| 1792                                     |          | Antoine Fiquet          |           |         |
| vers 1806                                |          | Delaplace               |           |         |
| vers 1814                                |          | Gueroult                |           |         |
| 1816                                     | 1821     | Jacques Desportes       |           |         |
| 1821                                     | 1837     | François Thouet         |           |         |
| 1837                                     | 1852     | Hector Gaullier         |           |         |
| 1852                                     | 1854     | François Thouet         |           |         |
| 1854                                     | 1862     | Louis Saint-Amand       |           |         |
| 1862                                     | 1868     | Parfait Delamare        |           |         |
| 1868                                     | 1892     | Lucien Gaullier         |           |         |
| 1892                                     | 1900     | Georges Gaullier        |           |         |
| 1900                                     | 1908     | Cléris Hochard          |           |         |
| 1908                                     | 1916     | Henri Kratz             |           |         |
| 1916                                     | 1919     | Élie Beaumont (intérim) |           |         |
| 1919                                     | 1944     | Lucien Nicolas          |           |         |
| 1944                                     | 1947     | Xavier Grandvoinnet     |           |         |
| 1947                                     | 1953     | Joseph Lebert           |           |         |
| 1953                                     | 1971     | Ernest Manchon          |           |         |
| 1971                                     | 1977     | Marcel Chassy           |           |         |
| 1977                                     | 1989     | Jean Thibault           |           |         |
| 1989                                     | 2014     | Guy Laffite             |           |         |
| 2014                                     | En cours | Michel Cramer           | PS        | Cadre   |
| Les données manquantes sont à compléter. |          |                         |           |         |

## Démographie
L'évolution du nombre d'habitants est connue à travers les recensements de la population effectués dans la commune depuis 1793. Pour les communes de moins de 10 000 habitants, une enquête de recensement portant sur toute la population est réalisée tous les cinq ans, les populations de référence des années intermédiaires étant quant à elles estimées par interpolation ou extrapolation. Pour la commune, le premier recensement exhaustif entrant dans le cadre du nouveau dispositif a été réalisé en 2006.

En 2022, la commune comptait 414 habitants, en évolution de −5,91 % par rapport à 2016 (Eure : −0,25 %, France hors Mayotte : +2,11 %).
| 1793 | 1800 | 1806 | 1821 | 1831 | 1836 | 1841 | 1846 | 1851 |
| ---- | ---- | ---- | ---- | ---- | ---- | ---- | ---- | ---- |
| 153  | 161  | 220  | 398  | 326  | 370  | 375  | 380  | 338  |

| 1856 | 1861 | 1866 | 1872 | 1876 | 1881 | 1886 | 1891 | 1896 |
| ---- | ---- | ---- | ---- | ---- | ---- | ---- | ---- | ---- |
| 386  | 356  | 455  | 408  | 440  | 435  | 459  | 508  | 475  |

| 1901 | 1906 | 1911 | 1921 | 1926 | 1931 | 1936 | 1946 | 1954 |
| ---- | ---- | ---- | ---- | ---- | ---- | ---- | ---- | ---- |
| 471  | 430  | 455  | 417  | 474  | 478  | 474  | 421  | 465  |

| 1962 | 1968 | 1975 | 1982 | 1990 | 1999 | 2006 | 2011 | 2016 |
| ---- | ---- | ---- | ---- | ---- | ---- | ---- | ---- | ---- |
| 452  | 426  | 377  | 390  | 355  | 305  | 395  | 422  | 440  |

| 2021 | 2022 | - | - | - | - | - | - | - |
| ---- | ---- | - | - | - | - | - | - | - |
| 427  | 414  | - | - | - | - | - | - | - |

## Culture locale et patrimoine

### Lieux et monuments

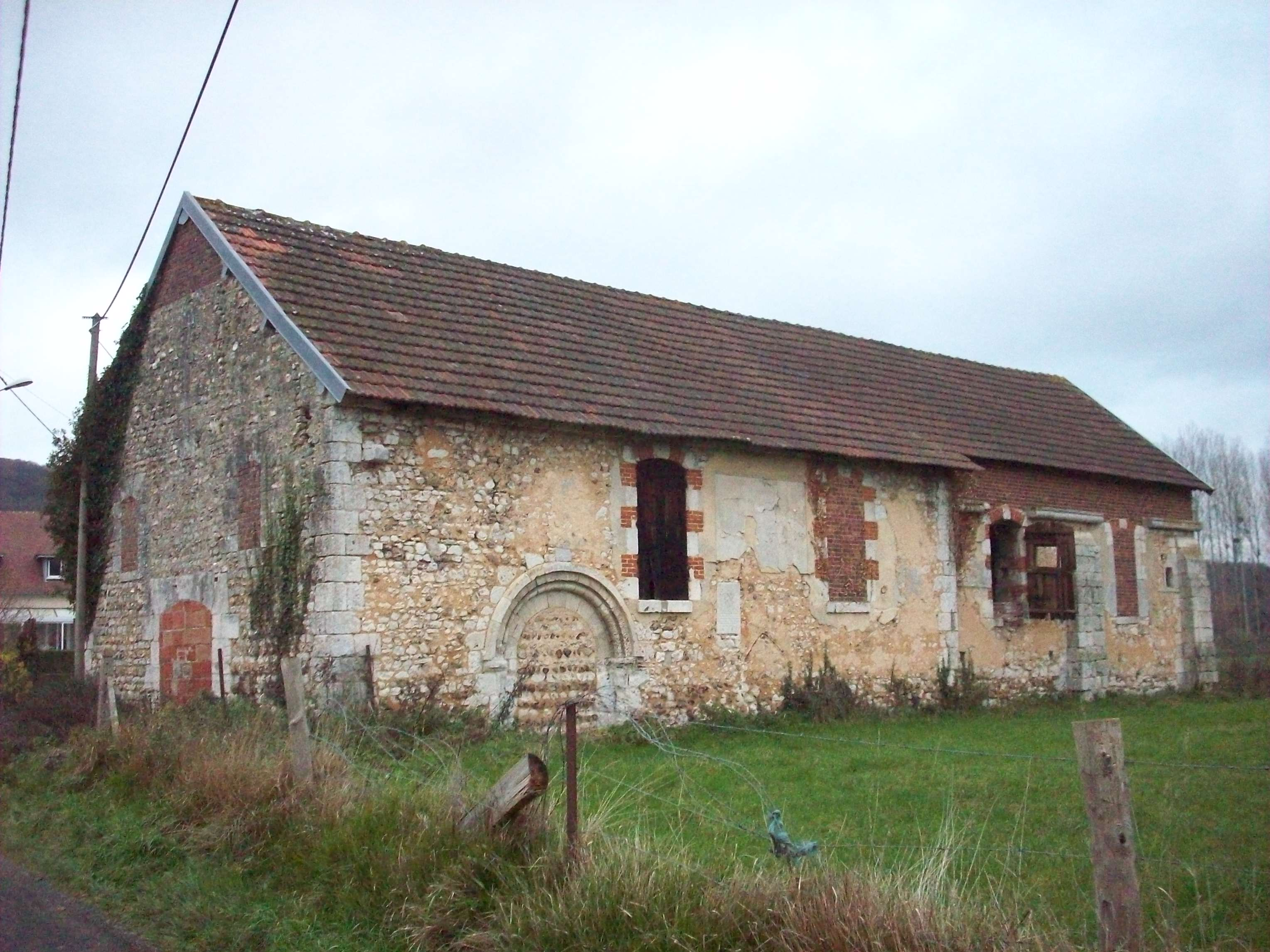
Ancienne église Notre-Dame.

- Église de l'Assomption[24], construite de 1853 à 1861.
- Ancienne église Notre-Dame[25], incendiée en 1894. Utilisée comme grange aujourd'hui, on peut encore apercevoir ses vestiges d'origine romane.
- Filature Levavasseur[26] : c'est sur la commune que se trouve l'entrée de l'ancien site industriel pétripontain.
- Moulin de Bacqueville, édifié dans la première moitié du XVe siècle. Il a été successivement un moulin à blé, puis à foulon et enfin transformé pour entraîner différentes machines.
- Pont sur l'Andelle du XVIIIe siècle[27].

### Patrimoine naturel

#### Sites inscrits
- Les abords de l'abbaye de Fontaine-Guérard à Douville-sur-Andelle et Radepont  Site inscrit (1942)[28].
- Les falaises de l'Andelle et de la Seine  Site inscrit (1981)[29].

### Personnalités liées à la commune
- Léon Adolphe Amette (né le 6 septembre 1850 à Douville-sur-Andelle ; décédé le 29 août 1920 à Antony), cardinal et archevêque de Paris.
- Henri-Othon Kratz (1859-1940. En 1883, il crée la société Les Inventions Nouvelles, dont la production de la marque Eureka s'installera en 1905 dans Les Usines des Terrasses, qu'il fera construire à Douville-sur-Andelle. Il fut maire honoraire de la commune de 1908 à 1916. Le 10 mars 1934, il fut proclamé bienfaiteur de la commune par le conseil municipal. En 1938, il fit un don de 15 000 francs pour la construction de la deuxième classe de l'école communale. Le conseil municipal nomme alors le groupe scolaire "Henri-Kratz". Il décède le 31 mai 1940, à 81 ans. Il lègue à la commune 150 000 francs par Me Labouré notaire à Paris.

### Héraldique
| Blason de Douville-sur-Andelle | Blason  | Tiercé ondé en barre de sinople, d’azur et aussi de sinople; au château de deux tours d'argent maçonné de sable brochant; au comble d'or chargé de l'inscription « Dotonis Villa » de sable. |
| Blason de Douville-sur-Andelle | Détails | Le statut officiel du blason reste à déterminer. |